# Professionshøjskolen Absalon

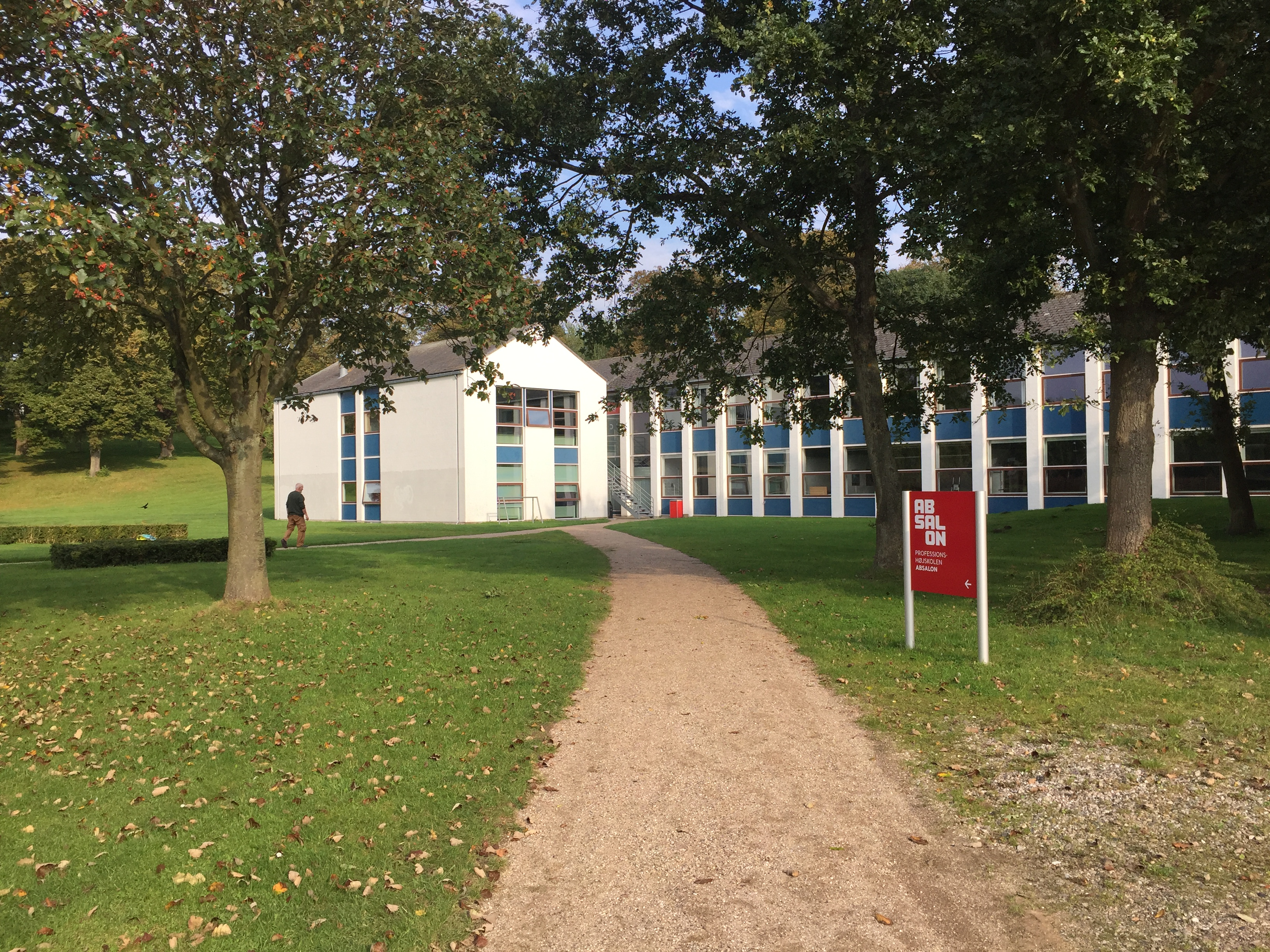
Kalundborg Campus

Professionshøjskolen Absalon, till 2017 University College Sjælland, är en av sex danska regionala yrkeshögskolor. Den bildades 2008 och har campus på olika orter i Sjælland. Sätet ligger i Slagelse.
Fröbekl-Højskolen i Roskilde inlemmades 2008 i Professionshøjskolen Absalon,
Den erbjuder 14 olika utbildningsprogram inom pedagogik, ingenjörsteknik, hälsovård samt social och offentlig förvaltning.  
Professionshøjskolen Absalon har omkring 9.000 heltidsstudenter och omkring 800 anställda. 

## Campus
- Holbæk
- Kalundborg
- Nykøbing Falster
- Næstved
- Roskilde
- Slagelse
- Vordingborg